# بيتر باركر: الرجل العنكبوت
بيتر باركر: الرجل العنكبوت (بالإنجليزية: Peter Parker: Spider-Man)‏ هو اسم لكتابي قصص مصورة تم نشرهما بواسطة مارفل كومكس وبطلهما شخصية الرجل العنكبوت. كان الاسم الأصلي هو ببساطة الرجل العنكبوت لكن تم تغيير الاسم إلى بيتر باركر: الرجل العنكبوت مع العدد 74. صدرت السلسلة في أغسطس 1990 واستمرت إلى نوفمبر 1998. ثم صدرت مرة أخرى من يناير 1999 إلى أغسطس 2003. كان كاتبها الأصلي تود ماكفرلين واستمر بالعمل عليها حتى العدد 16 (نوفمبر 1991). حققت السلسلة مبيعات ضخمة بأكثر من مليوني نسخة مطبوعة.